# 3. etape af Tour de France 2010
Tredje etape af Tour de France 2010 var en 213 km lang flad etape. Den blev kørt tirsdag d. 6. juli fra Wanze til Arenberg-Porte du Hainaut. Etapen var på forhånd frygtet af både deltagere og holdledelse på grund af de mange brostenspartier rytterne måtte over. Cykling på ujævn brosten er en vigtig faktor i store cykelløb som Flandern Rundt og Paris-Roubaix og underlaget byder altid på stor dramatik og underholdning for publikum da brostensetaper ofte kan skabe større spænding omkring den samlede stilling i etapeløb end almindelige flade etaper.
Et udbrud med Steven Cummings, Ryder Hesjedal, Pavel Brutt, Pierre Rolland, Roger Kluge, Stéphane Auge og Imanol Erviti stak fra hovedfeltet efter 12 kilometer og oparbejdede sig en føring på omkring fire og et halvt minut. At cykle over brosten i en lille gruppe er en stor fordel fordi disse ryttere får bedre plads på den smalle vejbane og de slipper at kæmpe for at positionere sig. Quick Step lagde sig i front i hovedfeltet for at forsvare Sylvain Chavanels gule trøje og det belgiske hold formåede at indhente forspringet til ca. 3 minutter. På en normal flad etape ville feltet let have cyklet udbryderne ind, men på det humpede underlag i Frankrig var normalen langt fra virkelighed. Hovedfeltet kom godt over de to første brostenssektorer, men på den tredje sektor, Sars-et-Rosières, var dramaet i gang. Feltet blev splittet i mange små og større grupper efter flere styrt, værst af disse var Fränk Schlecks tur i jorden. Manden som blev omtalt som feltets bedste og mest loyale hjælperytter mistede balancen og styrtede, med et brækket kraveben og transport til sygehus som resultat.
I front af hovedfeltet sad pludselig lillebror Andy sammen med råstærke Fabian Cancellara og "oksen fra Grimstad", Thor Hushovd. Sammen med Cadel Evans og to andre ryttere satte kompagni Schleck gang i jagten på den enslige mand i front, Ryder Hesjedal. Efter Schleck-gruppen sad favoritter til den samlede stilling som Alberto Contador og Bradley Wiggins mens Lance Armstrong og Chavanel sled med punkteringer og tavte mange sekunder til konkurrenterne.
Med Cancellara i front kørte Schleck-gruppen Hesjedal ind omkring 6 kilometer før mål, og ved målstregen i Porte du Hainaut viste Hushovd at han absolut ville være med til at kæmpe om den grønne trøje i årets Tour. Nordmanden var overlegen i spurten og tog sin 8. etapesejr i Tour de France.
Andy Schleck og Cadel Evans vandt omkring minuttet på Wiggins og Contador og over to minutter på Armstrong på dagens etape. Efter målgang var flere ryttere kritiske til ASOs afgjørelse om at inkludere brosten i en etape i Touren. Mest fortvivlet af disse var Jens Voigt som kaldte det et "blodbad" og udtalte at det var "perverst" af arrangøren at spekulere i stygge styrt og uheld for at underholde publikum.
- Etape: 3. etape
- Dato: 6. juli
- Længde: 213 km
- Danske resultater:

030. Jakob Fuglsang + 2.08
109. Brian Vandborg + 6.28
114. Matti Breschel + 6.28
179. Chris Anker Sørensen + 17.03
185. Nicki Sørensen + 17.03
- Gennemsnitshastighed: 44,1 km/t

## Point- og bjergspurter

### 1. sprint (Saint-Servais)
Efter 35 km
| Vinder | Roger Kluge     | 6p |
| 2.     | Ryder Hesjedal  | 4p |
| 3.     | Steven Cummings | 2p |

### 2. sprint (Nivelles)
Efter 71,5 km
| Vinder | Roger Kluge    | 6p |
| 2.     | Pierre Rolland | 4p |
| 3.     | Imanol Erviti  | 2p |

### 3. sprint (Pipaix)
Efter 151,5 km
| Vinder | Roger Kluge   | 6p |
| 2.     | Pavel Brutt   | 4p |
| 3.     | Stéphane Augé | 2p |

### 1. bjerg (Côte de Bothey)
4. kategori stigning efter 48 km
| Plads | Navn            | Point |
| ----- | --------------- | ----- |
| 1.    | Ryder Hesjedal  | 3     |
| 2.    | Steven Cummings | 2     |
| 3.    | Stéphane Augé   | 1     |

## Resultatliste
|    | Navn                  | Land           | Hold               | Tid     |
| -- | --------------------- | -------------- | ------------------ | ------- |
| 1  | Thor Hushovd          | Norge          | Cervélo TestTeam   | 4:49.38 |
| 2  | Geraint Thomas        | Storbritannien | Team Sky           | + 0.00  |
| 3  | Cadel Evans           | Australien     | BMC Racing Team    | + 0.00  |
| 4  | Ryder Hesjedal        | Canada         | Garmin-Transitions | + 0.00  |
| 5  | Andy Schleck          | Luxembourg     | Team Saxo Bank     | + 0.00  |
| 6  | Fabian Cancellara     | Schweiz        | Team Saxo Bank     | + 0.00  |
| 7  | Johan Vansummeren     | Belgien        | Garmin-Transitions | + 0.53  |
| 8  | Bradley Wiggins       | Storbritannien | Team Sky           | + 0.53  |
| 9  | Jurgen van den Broeck | Belgien        | Omega Pharma-Lotto | + 0.53  |
| 10 | Aleksandr Vinokurov   | Kasakhstan     | Astana Pro Team    | + 0.53  |
| 11 | Denis Mensjov         | Rusland        | Rabobank           | + 0.53  |
| 12 | Nicolas Roche         | Irland         | Ag2r-La Mondiale   | + 0.53  |
| 13 | Alberto Contador      | Spanien        | Astana Pro Team    | + 1.13  |
| 14 | Robbie McEwen         | Australien     | Team Katusha       | + 1.46  |
| 15 | Mario Aerts           | Belgien        | Omega Pharma-Lotto | + 1.46  |

## Manglende ryttere
- 016  Fränk Schleck (SAX) udgik.
- 051  Christian Vande Velde (GRM) stillede ikke til start.
- 086  David Le Lay (ALM) udgik.
- 148  Niki Terpstra (MRM) stillede ikke til start.